# منطقه شنگن
حوزه شنگن یا منطقه شنگن (به انگلیسی: Schengen Area) به ۲۹ کشور اروپایی گفته می‌شود که قانون کنترل گذرنامه در بدو ورود را برای شهروندان این منطقه حذف کرده‌اند. در مورد بین‌الملل نیز با گرفتن ویزا هرکدام از کشورهای این منطقه، می‌توان به دیگر کشورها نیز بدون نیاز به ویزا تازه، سفر نمود. بعدها نام این منطقه به پیمان شنگن تغییر یافت. در حوزه شنگن، حرکت و مبادله هر نوع کالا، اطلاعات، پول و افراد، به شرط قانونی بودن، جایز و بدون هرگونه ملاحظات گمرکی خواهد بود. این پیمان‌نامه در سال ۱۹۸۵ و بین پنج کشور اروپایی منعقد شد. کرواسی از آغاز سال ۲۰۲۳ وارد حوزه شنگن شده است. بلغارستان و رومانی در ۳۱ مارس ۲۰۲۴ به حوزه شینگن پیوستند و به عنوان جدیدترین اعضای این پیمان شناخته شدند.
منطقه شینگن دارای بیش از ۴۵۰ میلیون نفر جمعیت و مساحت ۴٬۵۹۵٬۱۳۱ کیلومتر مربع (۱٬۷۷۴٬۱۹۰ مایل مربع) است. روزانه حدود ۱٫۷ میلیون نفر از مرزهای داخلی اروپا برای کار رفت و آمد می‌کنند و در برخی مناطق این افراد یک سوم نیروی کار را تشکیل می‌دهند. هر سال در مجموع ۱٫۳ میلیارد عبور از مرزهای شنگن وجود دارد. ۵۷ میلیون گذرگاه به دلیل حمل و نقل کالا از طریق جاده است که ارزش آن ۲٫۸ تریلیون یورو در سال است. کاهش هزینه تجارت به دلیل شینگن از ۰٫۴۲٪ تا ۱٫۵۹٪ بسته به جغرافیا، شرکای تجاری و سایر عوامل متغیر است. کشورهای خارج از منطقه شنگن نیز از این مزیت برخوردارند. کشورهای منطقه شنگن کنترل مرزی با کشورهای غیر شنگن را تقویت کرده‌اند.

## شرایط
تمامی کشورهای عضو دارای سیاستی مدون و همسان در مورد مرز هوایی، روادید، عملیات و همکاری پلیس و حریم خصوصی اطلاعاتی دارند. با در نظر گرفتن اهداف سفر، ویزای عادی شینگن به چهار نوع C ,B، A و D تقسیم می‌شود.

## اعضا
| کشور                                                              | گستردگی (km²) | جمعیت       | امضای پیمان               | تاریخ پیاده‌سازی |
| ----------------------------------------------------------------- | ------------- | ----------- | ------------------------- | --------------- |
| اتریش                                                             | ۸۳٬۸۷۱        | ۸٬۹۲۲٬۰۸۲   | ۲۸ آوریل ۱۹۹۵             | ۱ دسامبر ۱۹۹۷   |
| بلژیک                                                             | ۳۰٬۵۲۸        | ۱۱٬۶۱۱٬۴۱۹  | ۱۴ ژوئن ۱۹۸۵              | ۲۶ مارس ۱۹۹۵    |
| بلغارستان                                                         | ۱۱۰٬۹۹۴       | ۶٬۸۸۵٬۸۶۸   | ۲۵ آوریل ۲۰۰۵             | ۳۱ مارس ۲۰۲۴    |
| کرواسی                                                            | ۵۶٬۵۹۴        | ۴٬۰۶۰٬۱۳۵   | ۹ دسامبر ۲۰۱۱             | ۱ ژانویه ۲۰۲۳   |
| جمهوری چک                                                         | ۷۸٬۸۶۶        | ۱۰٬۵۱۰٬۷۵۱  | ۱۶ آوریل ۲۰۰۳             | ۲۱ دسامبر ۲۰۰۷  |
| دانمارک · (بجز گرینلند و جزایر فارو)                              | ۴۳٬۰۹۴        | ۵٬۸۵۴٬۲۴۰   | ۱۹ دسامبر ۱۹۹۶            | ۲۵ مارس ۲۰۰۱    |
| استونی                                                            | ۴۵٬۳۳۸        | ۱٬۳۲۸٬۷۰۱   | ۱۶ آوریل ۲۰۰۳             | ۲۱ دسامبر ۲۰۰۷  |
| فنلاند                                                            | ۳۳۸٬۱۴۵       | ۵٬۵۳۵٬۹۹۲   | ۱۹ دسامبر ۱۹۹۶            | ۲۵ مارس ۲۰۰۱    |
| فرانسه · (بجز بخش‌های تابعه بیرون‌از خاک فرانسه)                    | ۵۵۱٬۶۹۵       | ۶۴٬۵۳۱٬۴۴۴  | ۱۴ ژوئن ۱۹۸۵              | ۲۶ مارس ۱۹۹۵    |
| آلمان · (همراه بوزینگن ام هوخ‌راین)                                | ۳۵۷٬۰۲۲       | ۸۳٬۴۰۸٬۵۵۴  | ۱۴ ژوئن ۱۹۸۵              | ۲۶ مارس ۱۹۹۵    |
| یونان                                                             | ۱۳۱٬۹۹۰       | ۱۰٬۴۴۵٬۳۶۵  | ۶ نوامبر ۱۹۹۲             | ۱ ژانویه ۲۰۰۰   |
| مجارستان                                                          | ۹۳٬۰۳۰        | ۹٬۷۰۹٬۷۸۶   | ۱۶ آوریل ۲۰۰۳             | ۲۱ دسامبر ۲۰۰۷  |
| ایسلند                                                            | ۱۰۳٬۰۰۰       | ۳۷۰٬۳۳۵     | ۱۹ دسامبر ۱۹۹۶ ۱۸ مه ۱۹۹۹ | ۲۵ مارس ۲۰۰۱    |
| ایتالیا                                                           | ۳۰۱٬۳۱۸       | ۵۹٬۲۴۰٬۳۲۹  | ۲۷ نوامبر ۱۹۹۰            | ۲۶ اکتبر ۱۹۹۷   |
| لتونی                                                             | ۶۴٬۵۸۹        | ۱٬۸۷۳٬۹۱۹   | ۱۶ آوریل ۲۰۰۳             | ۲۱ دسامبر ۲۰۰۷  |
| لیختن‌اشتاین                                                       | ۱۶۰           | ۳۹٬۰۳۹      | ۲۸ فوریه ۲۰۰۸             | ۱۹ دسامبر ۲۰۱۱  |
| لیتوانی                                                           | ۶۵٬۳۰۰        | ۲٬۷۸۶٬۶۵۱   | ۱۶ آوریل ۲۰۰۳             | ۲۱ دسامبر ۲۰۰۷  |
| لوکزامبورگ                                                        | ۲٬۵۸۶         | ۶۳۹٬۳۲۱     | ۱۴ ژوئن ۱۹۸۵              | ۲۶ مارس ۱۹۹۵    |
| مالت                                                              | ۳۱۶           | ۵۲۶٬۷۴۸     | ۱۶ آوریل ۲۰۰۳             | ۲۱ دسامبر ۲۰۰۷  |
| هلند · (بغیر از آروبا، کوراسائو، سینت مارتن و جزایر کارائیب هلند) | ۴۱٬۵۲۶        | ۱۷٬۵۰۱٬۶۹۶  | ۱۴ ژوئن ۱۹۸۵              | ۲۶ مارس ۱۹۹۵    |
| نروژ · (بجز سوالبارد)                                             | ۳۸۵٬۱۵۵       | ۵٬۴۰۳٬۰۲۱   | ۱۹ دسامبر ۱۹۹۶ ۱۸ مه ۱۹۹۹ | ۲۵ مارس ۲۰۰۱    |
| لهستان                                                            | ۳۱۲٬۶۸۳       | ۳۸٬۳۰۷٬۷۲۶  | ۱۶ آوریل ۲۰۰۳             | ۲۱ دسامبر ۲۰۰۷  |
| پرتغال                                                            | ۹۲٬۳۹۱        | ۱۰٬۲۹۰٬۱۰۳  | ۲۵ ژوئن ۱۹۹۱              | ۲۶ مارس ۱۹۹۵    |
| رومانی                                                            | ۲۳۸٬۳۹۱       | ۱۹٬۳۲۸٬۵۶۰  | ۲۵ آوریل ۲۰۰۵             | ۳۱ مارس ۲۰۲۴    |
| اسلواکی                                                           | ۴۹٬۰۳۷        | ۵٬۴۴۷٬۶۲۲   | ۱۶ آوریل ۲۰۰۳             | ۲۱ دسامبر ۲۰۰۷  |
| اسلوونی                                                           | ۲۰٬۲۷۳        | ۲٬۱۱۹٬۴۱۰   | ۱۶ آوریل ۲۰۰۳             | ۲۱ دسامبر ۲۰۰۷  |
| اسپانیا · (همراه مقرراتی برای سئوتا و ملیلیه)                     | ۵۰۵٬۹۹۰       | ۴۷٬۴۸۶٬۹۳۵  | ۲۵ ژوئن ۱۹۹۱              | ۲۶ مارس ۱۹۹۵    |
| سوئد                                                              | ۴۴۹٬۹۶۴       | ۱۰٬۴۶۷٬۰۹۷  | ۱۹ دسامبر ۱۹۹۶            | ۲۵ مارس ۲۰۰۱    |
| سوئیس                                                             | ۴۱٬۲۸۵        | ۸٬۶۹۱٬۴۰۶   | ۲۶ اکتبر ۲۰۰۴             | ۱۲ دسامبر ۲۰۰۸  |
| اتحادیه اروپا                                                     | ۴٬۵۹۵٬۱۳۱     | ۴۵۳٬۲۳۴٬۲۵۵ | ۱۴ ژوئن ۱۹۸۵              | ۲۶ مارس ۱۹۹۵    |

## نگارخانه

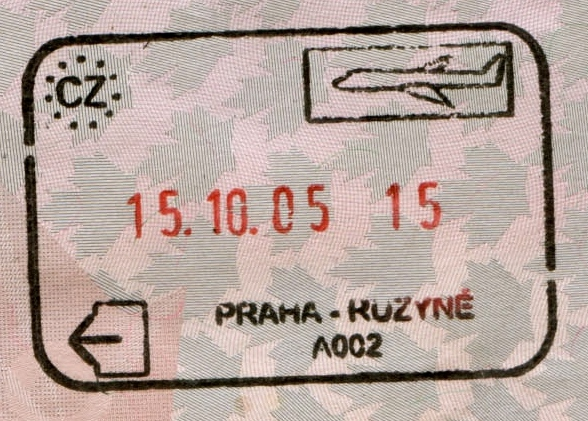
مهر خروج برای سفر هوایی صادر شده در فرودگاه پراگ.
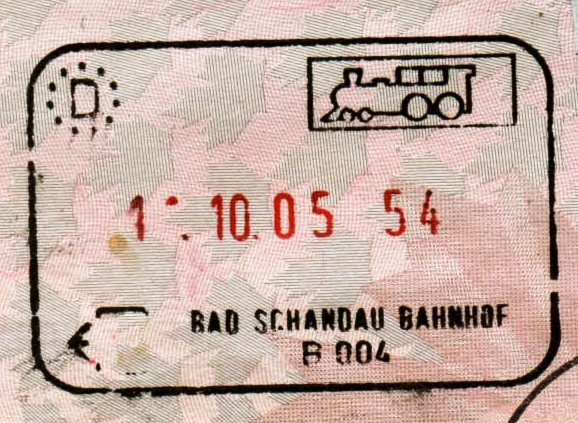
مهر خروج برای سفر زمینی صادر شده در ایستگاه قطار باد شواندوا.
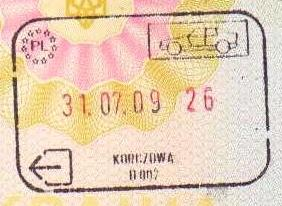
مهر خروج در مرز زمینی لهستان.
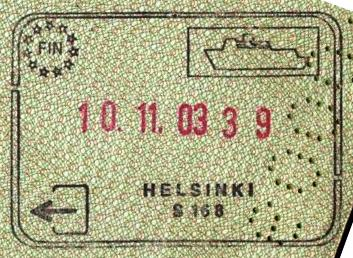
مهر خروج برای سفر دریایی, صادره در بندر هلسینکی.

### ویزای شنگن
ویزای شینگن یک نوع ویزای اقامت کوتاه است که به شخص اجازه سفر به کشورهای عضو توافق‌نامه منطقه شینگن داده می‌شود و هر اقامت می‌تواند تا ۹۰ روز برای اهداف گردشگری یا تجاری صورت گیرد. این ویزا به عنوان رایج‌ترین ویزا در اتحادیه اروپا شناخته می‌شود و دارنده را قادر می‌سازد که آزادانه در کشورهای عضو، که ۲۹ کشور هستند، تردد داشته باشد و هیچ گونه کنترل مرزی برای آن‌ها وجود ندارد.
ویزای شنگن یک ویزای موقت است و برای افرادی که قصد تحصیل یا کار را در منطقه شنگن دارند ویزای مناسبی نیست زیرا روادید شنگن اجازه اقامت حداکثر ۹۰ روز طی هر ۱۸۰ روز در منطقه شنگن را می‌دهد. به عبارتی صرف نظر از اینکه فرد چه نوع از ویزا از نظر کاربردی یا تعداد ورود و خروج و حتی اعتبار ویزا را دارد، اجازه ندارد در هر ۱۸۰ روز بیشتر از ۹۰ روز را داخل منطقه شنگن حضور داشته باشد. به عبارتی شما اگر ویزای ۵ ساله با اجازه ورود و خروج نامحدود از منطقه شنگن را نیز داشته باشید، هم‌چنان شما بایستی قانون ۹۰/۱۸۰ را رعایت کنید.
این ویزا برای افراد غیر اروپایی که بخواهند به کشورهای عضو اتحادیه اروپا، حوزه اقتصادی اروپا، سوئیس یا قبرس وارد شوند مورد استفاده قرار می‌گیرد.
حوزه شنگن شامل ۲۵ کشور عضو اتحادیه اروپا و چهار کشور غیر عضو ایسلند، لیختن‌اشتاین، نروژ و سوئیس می‌شود. قبرس هنوز عضوی از شنگن نیست، اما قوانین ویزای این کشور نیز با تبعیت از قوانین ویزای شنگن وضع شده است. بلغارستان و رومانی جدیدترین اعضای پیمان شنگن هستند. با در نظر گرفتن اهداف سفر، ویزای عادی شنگن به چهار نوع C, B، A و D تقسیم می‌شود.
کرواسی از اول سال ۲۰۲۳ و بلغارستان و رومانی از آخر مارس ۲۰۲۴ با موافقیت سایر اعضا عضو شینگن شدند.